# Heterostichus rostratus
Heterostichus rostratus – gatunek ryby promieniopłetwej, największej z rodziny klinkowatych (Clinidae). Osiąga 60 cm długości całkowitej i ma zróżnicowane ubarwienie w zależności od tego, gdzie występuje. Zasięg obejmuje Ocean Spokojny wzdłuż wybrzeży Kanady, Stanów Zjednoczonych (najpospolitszy jest w okolicy Baja California) i Meksyku, w tym też rejonu wyspy Guadalupe. Jego siedlisko stanowią zbiorowiska wielomorszczy osiągających do 40 m długości i porastających skaliste dno. Pokarmem tego gatunku są skorupiaki, małe ryby i mięczaki. Tarło poznano dopiero niedawno – ikra jest składana na liście wodorostów i pilnie strzeżona przez samca. Gatunek ten nie jest zagrożony, na liście IUCN figuruje na miejscu taksonów oznaczonych statusem gatunku najmniejszej troski (LC – Least Concern). Bywa chętnie hodowany w akwariach morskich.

## Taksonomia

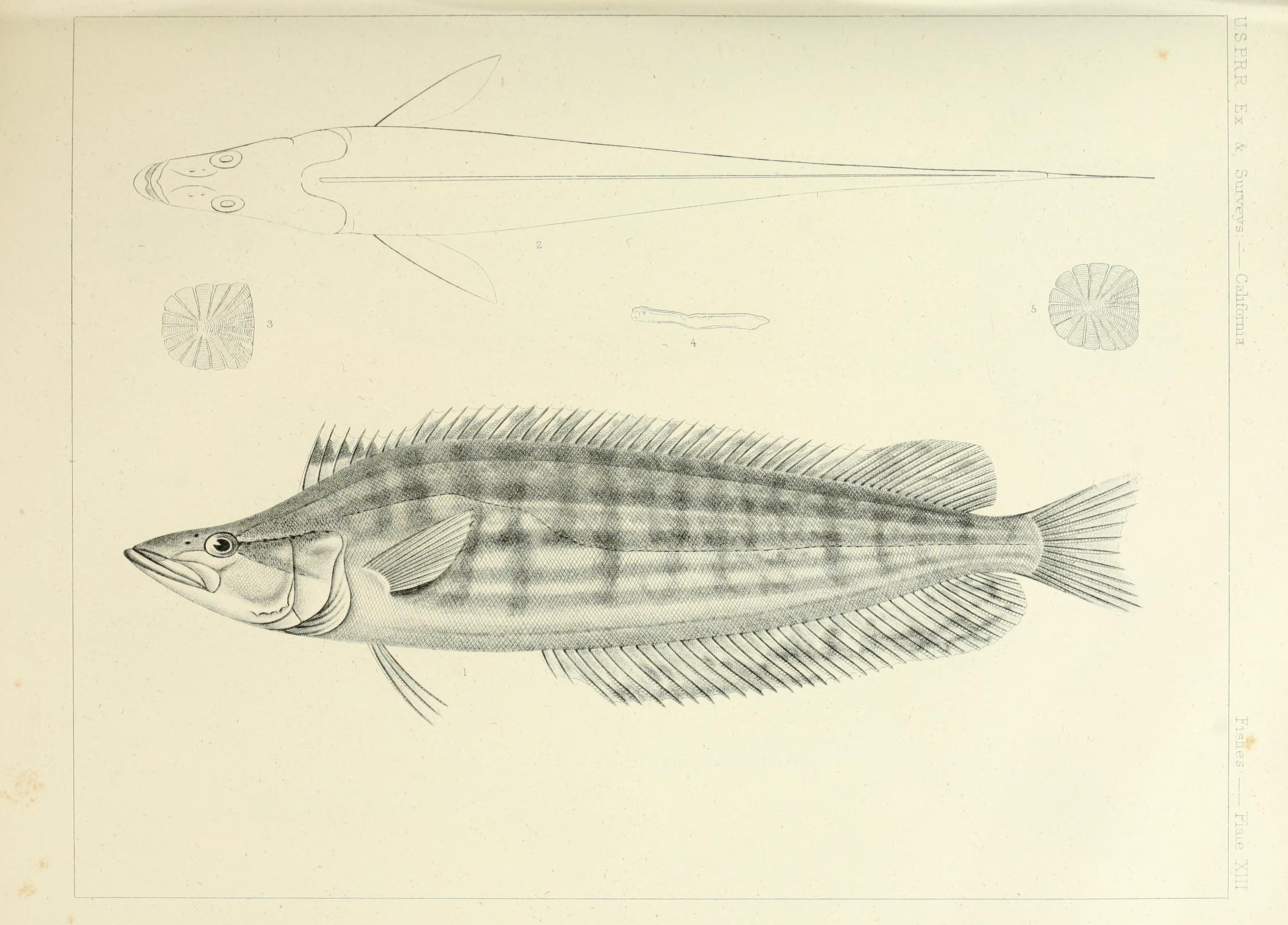
Ilustracja z 1855

Gatunek opisał Charles Frédéric Girard w roku 1854, jako Heterostichus rostratus. Holotyp (USNM 284) pochodził z wybrzeży San Diego w Kalifornii. Girard opisał swój takson w 7 woluminie „Proceedings of the Academy of Natural Sciences of Philadelphia”. Przez wiele lat na tych samych terenach opisywano gatunek H. guadelupiensis i w wielu publikacjach tenże gatunek się pojawił. Holotyp tego domniemanego gatunku, CAS-SU 16330 pochodził z Meksyku. Później został zsynonimizowany z H. rostratus.
Nazwa rodzajowa tego taksonu to połączenie łacińskich słów: heteros – inny, stix i -ichos – szereg. Natomiast epitet gatunkowy rostratus pochodzi od rostrum i w dosłownym tłumaczeniu oznacza „dziobaty”, „z dziobem”.
W 1992 roku za pomocą cech allozymowych i morfologicznych przeanalizowano systematyczne i biogeograficzne relacje rodziny doskonałokostnych – Clinidae. W badaniach skupiono się głównie na Myxodini, do którego należą rodzaje Myxodes, Gibbonsia i Heterostichus. Według tych badań monotypowy rodzaj Heterostichus to takson siostrzany do Gibbonsia.  
Inne badania filogenetyczne z 2013 roku także pokazują, że omawiany takson jest blisko spokrewniony z Gibbonsia, co obrazuje poniższy klad (fragment):
|  | Heteroclinus adelaidae                     |
|  |                                            |
|  | Cristiceps australis, Heteroclinus nasutus |
|  |                                            |

|  | Clinus cottoides, Muraenoclinus dorsalis                                                           |
|  | |
|  | \| \| Clinus superciliosus \| \| \| \| \| \| Blennophis striatus, Pavoclinus profundus \| \| \| \| |
|  | |
|  | Clinus superciliosus                                                                               |
|  | |
|  | Blennophis striatus, Pavoclinus profundus                                                          |
|  | |

|  | Clinus superciliosus                      |
|  |                                           |
|  | Blennophis striatus, Pavoclinus profundus |
|  |                                           |

|  | Heteroclinus adelaidae                     |
|  |                                            |
|  | Cristiceps australis, Heteroclinus nasutus |
|  |                                            |

|  | Clinus cottoides, Muraenoclinus dorsalis                                                           |
|  | |
|  | \| \| Clinus superciliosus \| \| \| \| \| \| Blennophis striatus, Pavoclinus profundus \| \| \| \| |
|  | |
|  | Clinus superciliosus                                                                               |
|  | |
|  | Blennophis striatus, Pavoclinus profundus                                                          |
|  | |

|  | Clinus superciliosus                      |
|  |                                           |
|  | Blennophis striatus, Pavoclinus profundus |
|  |                                           |

|  | Heterostichus rostratus                           |
|  |                                                   |
|  | Gibbonsia: G. elegans, G. metzi, G. montereyensis |
|  |                                                   |

|  | Heteroclinus adelaidae                     |
|  |                                            |
|  | Cristiceps australis, Heteroclinus nasutus |
|  |                                            |

|  | Clinus cottoides, Muraenoclinus dorsalis                                                           |
|  | |
|  | \| \| Clinus superciliosus \| \| \| \| \| \| Blennophis striatus, Pavoclinus profundus \| \| \| \| |
|  | |
|  | Clinus superciliosus                                                                               |
|  | |
|  | Blennophis striatus, Pavoclinus profundus                                                          |
|  | |

|  | Clinus superciliosus                      |
|  |                                           |
|  | Blennophis striatus, Pavoclinus profundus |
|  |                                           |

|  | Heteroclinus adelaidae                     |
|  |                                            |
|  | Cristiceps australis, Heteroclinus nasutus |
|  |                                            |

|  | Clinus cottoides, Muraenoclinus dorsalis                                                           |
|  | |
|  | \| \| Clinus superciliosus \| \| \| \| \| \| Blennophis striatus, Pavoclinus profundus \| \| \| \| |
|  | |
|  | Clinus superciliosus                                                                               |
|  | |
|  | Blennophis striatus, Pavoclinus profundus                                                          |
|  | |

|  | Clinus superciliosus                      |
|  |                                           |
|  | Blennophis striatus, Pavoclinus profundus |
|  |                                           |

|  | Heterostichus rostratus                           |
|  |                                                   |
|  | Gibbonsia: G. elegans, G. metzi, G. montereyensis |
|  |                                                   |

## Występowanie i siedlisko

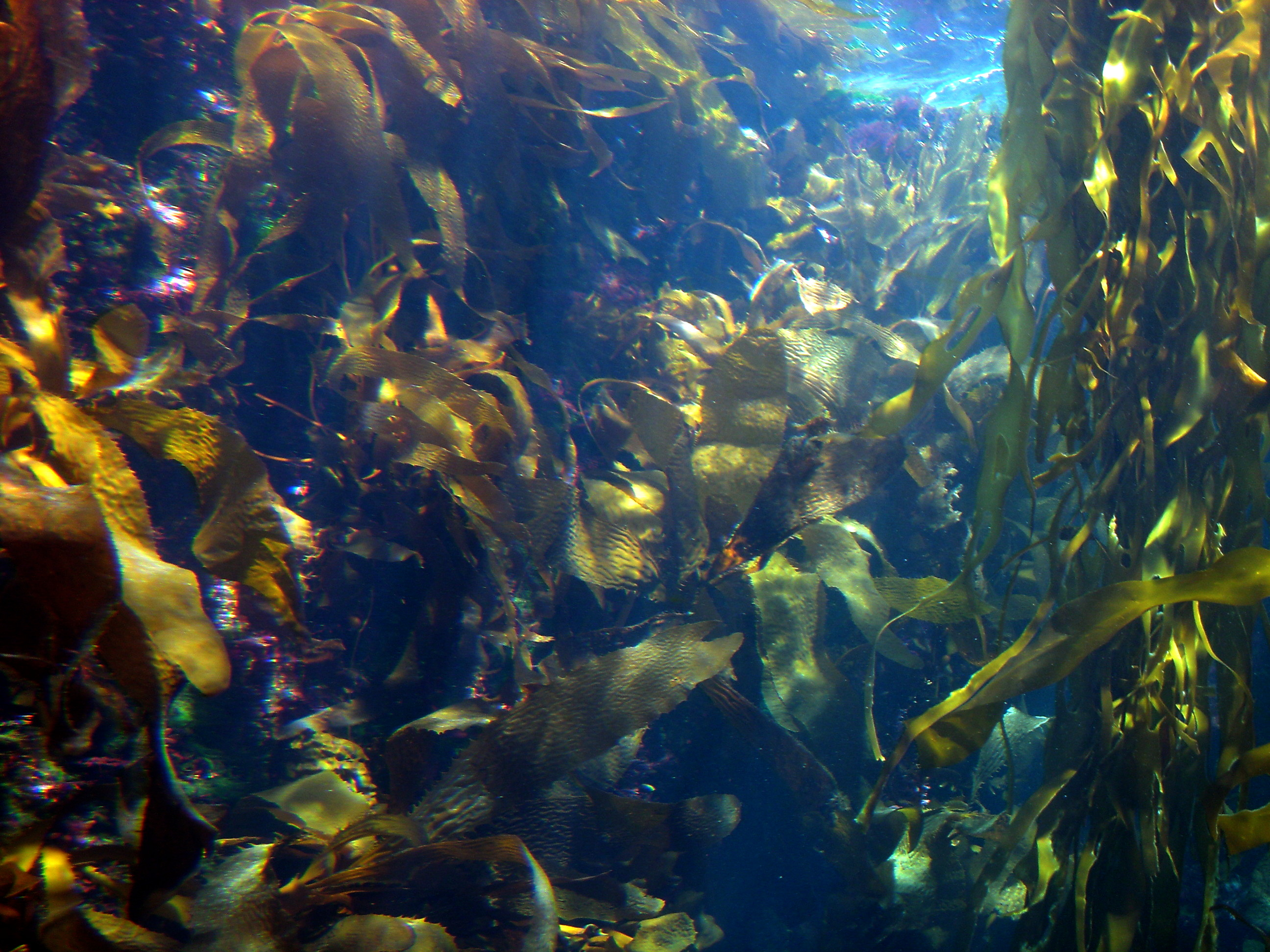
Siedlisko omawianego gatunku

Gatunek liczny na wybrzeżach Stanów Zjednoczonych (opisywany jest jako szczególnie pospolity u wybrzeży Baja California), choć jego zasięg sięga dalej, do Meksyku (po okolice Cabo San Lucas) i blisko wybrzeży małej wyspy – Guadalupe, stwierdzony również blisko brzegów Kanady tj. Kolumbii Brytyjskiej. 
Gatunek ten zajmuje głównie lasy wielomorszczy i głębsze zakątki litoralu do głębokości 40 m na dnie skalistym, typowym dla zachodnich wybrzeży Stanów Zjednoczonych. Tereny te cechuje obfite występowanie plech wielomorszcza gruszkonośnego (Macrocystis pyrifera), glona z grupy brunatnic oraz innych glonów i roślin wodnych, określanych mianem wodorostów. Ryby te dopasowały swoje ubarwienie i fizjologię do tamtejszych terenów. Brązowe lub zielonkawe samce oraz młodociane osobniki występują tu częściej niż samice, które raczej wybierają siedliska związane z krasnorostami, małymi brunatnicami jak i również roślinami z rodziny zosterowatych (Zosteraceae). Stąd ten klinkowaty w języku angielskim popularnie nazywany jest Giant kelpfish (giant – olbrzymi, kelp – glon i fish – ryba).
W badaniach z 1986 roku zauważono, że ryby te zmieniają kolor swego ciała bardzo szybko, gdy np. zmieniło się ich środowisko, w którym żyją. Robią to w przypadku, gdy w ich otoczeniu znajdują się żywe rośliny lub algi, ewentualnie sztuczne rośliny i ich kolory przyciągają młode osobniki (starsze preferują żywe rośliny).
Dorosłe są samotnikami, młodsze preferują żyć w ławicach, do osiągnięcia 6 cm.

## Morfologia

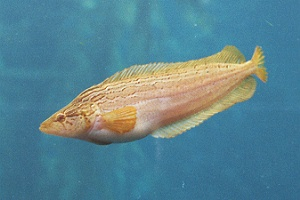
Osobnik o brązowawym zabarwieniu

Największa ryba z rodziny klinkowatych (Clinidae), osiągająca maksymalnie 60 cm długości całkowitej, choć w niektórych źródłach opisuje się je jako mniejsze. Dożywa 5 lat i samice są większe od samców.
Posiada bardzo smukłą głowę i cylindryczne ciało. Podobnie jak inne klinkowate posiada dość małą płetwę ogonową, duże są grzbietowa (ta jest z początku nastroszona, później jej promienie stają się coraz miększe) i odbytowa, mają one także dobrze uwydatnione promienie, płetwy brzuszne są położone blisko gardzieli. Ubarwienie tego taksonu jest bardzo zmienne, zwykle zielonkawe (dotyczy to zwykle samców) z brązowawymi pręgami i srebrzystymi punktami, chociaż istnieje u tego gatunku silny polimorfizm: odnotowuje się osobniki barwy brunatnej, zielonej lub czerwonej i czasami może to też zależeć od płci, ilości melaniny w melanoforach lub wieku poszczególnego osobnika. Samice od swych męskich odpowiedników różnią się tym, że występują w trzech wyżej wymienionych odmianach barwnych. Wiąże się to również z techniką zwaną kamuflażem: ubarwienie jest zmienne w zależności od barwy otoczenia, w jakim ryba występuje, tzn. w zbiorowiskach wielomorszczy w lasach wodorostów.
Poza dymorfizmem płciowym związanym innym ubarwieniem wykazano, że poszczególne płcie mają inny układ melaniny w swych komórkach, służyć to może także do komunikacji wewnętrzno-gatunkowej. Podczas zalotów samce diametralnie zmieniają swe ubarwienie, co ma na celu przykuć uwagę samic. Jako iż samice zamieszkują nieco inne siedliska niż samce, te pierwsze muszą wykonywać krótkie migracje na terytoria tych drugich.
Barwa Heterostichus rostratus nie zależy od cech genetycznych odziedziczonych po rodzicach, ale od środowiska, w jakim występują.

## Ekologia
Dorosłe osobniki często żerują na innych mniejszych rybach, mięczakach (Mollusca) i skorupiakach (Crustacea). W badaniach z 1986 bardzo dogłębnie opisano dietę narybku. Otóż młode rybki chętnie po 24 godzinach od wyklucia odżywiają się wrotkami z gatunku Brachionus plicatilis, który często przebywał na algach morskich. Był on hodowany na zagęszczeniach glonów Tetraselmis tetrathele. Gdy podrosną, nie gardzą większym planktonem. Po dwóch tygodniach od wyklucia młode spożywały „dziki plankton”, larwy widłonogów z rodzaju Acartia, naupliusy wąsonogów i bardzo drobne larwy innych ryb, np. z rodziny Cyprinidae, dietę suplementowały słonaczkiem (Artemia salina).
U wybrzeży San Diego na Heterostichus rostratus polują kormorany modrogardłe (Urile penicillatus). Na rybie tej również pasożytuje jeden z gatunków rodzaju Heptacyclus.
Rozmnażanie było do lat 80 słabo poznane; dobrze opisali je Carol A. Stepien oraz James A. Coyer. Samice migrują na tereny samców, by tam wybrać potencjalnego partnera. Samce zmieniają barwy podczas zalotów, ażeby przyciągnąć na siebie uwagę samic. Po tym dochodzi do tarła; samica składa w ciągu 40–60 minut składa ikrę na „liściach” bądź innych częściach glonów (według badań Coyera samice wybierały głównie krasnorosty z gatunku Gelidium nudifrons lub omawiane wcześniej wielomorszcze gruszkonośne. Kiedy samica składa ikrę, samiec intensywnie prześladuje i odgania potencjalnych intruzów – głównie inne ryby, potem szybko zapładnia ikrę mleczem. Uformowana masa jaj, przyklejona do wodnych części glonów jest następnie pilnie strzeżona przez osobnika płci męskiej, aż do wylęgu narybku, tj. 2 tygodnie. Ciemne pasy upodabniają kamuflującą się rybę do łodyg roślin wodnych i glonów, a długie ciało do liści.

## Status
Międzynarodowa Unia Ochrony Przyrody (IUCN) uznaje Heterostichus rostratus za gatunek najmniejszej troski (LC – Least Concern). Liczebność, jak i trend populacji nie są znane. Jest on chętnie pozyskiwany do akwariów typu morskiego, a także czasami przypadkowo poławiany i sprzedawany jako ryba konsumpcyjna, lecz nie uchodzi za poszukiwaną przez kutry rybackie, jak np. tuńczyki bądź ryby ławicowe z rodziny śledziowatych (Clupeidae). Nie prowadzi się żadnych badań ochronnych tej ryby.